# Антивирусен софтуер
Антивирусен софтуер (или антивирусна програма) е сборното название на всички видове софтуерни приложения, предназначени за предпазване и отстраняване на компютърни вируси и други злонамерени програми при персоналните компютри. Тези програми, още познати под името малуер (на английски: malware), могат да бъдат най-различни, но най-разпространените са три вида – троянски коне, червеи и вируси.
Задачата на антивирусния софтуер е да предпазва компютъра, като постоянно следи файловете, които се изпълняват и отварят за възможни заплахи. Доста голяма популярност набират продуктите от типа „всичко в едно“ (all in one), които включват пълен набор от инструменти и програми срещу вредителите.
Всяка антивирусна програма притежава различен алгоритъм на сканиране и практически е невъзможно да открие всички вируси, които заразяват даден компютър. Всяка програма е уникална и притежава различни възможности за защита. Тези различия са довели до създаването на организации, които ги подлагат на тестове за сигурност и сравняват получените резултати.

## Компоненти на антивирусната програма (софтуер)
Всяка антивирусна програма съдържа базови компоненти, по които се ръководи при осъществяването на най-важната си функция – защитата на устройството:
- Файлов скенер, който постоянно да следи файловата система за възможни инфекции.
- Модул, който да следи интернет трафика и да блокира вирусите дори преди да са пристигнали на хард диска на потребителя.
- Проактивна защита или евристичен скенер (емулатор), който следи активността на процесите в системата и при опасни действия алармира, като така предпазва дори от непознати вируси.
- Скенер за пощенския клиент, който проверява всички изходящи и входящи писма от електронната поща.
- Антишпионски модул, който осигурява не само защита от шпионски софтуер (spyware), но и премахва нежелани изскачащи прозорци (pop-ups), банери и т.н.
- Защитна стена (Firewall), която предпазва от набези на хакери, но и филтрира целия интернет трафик, позволявайки да се избира кои приложения да имат достъп до интернет и кои – не, като така може да предотврати изтеглянето на злонамерени програми на компютъра. Защитната стена следи портовете на компютъра, чрез които той осъществява контакт с други компютри. Много често злонамерени потребители използват програмки, наречени експлойти, за да проникнат в компютрите през определени „отворени“ портове.

Това са основните компоненти на всяка антивирусна програма. Всеки антивирусен софтуер задължително включва всеки от тези компоненти. Някои създатели на антивирусни програми включват и допълнителни модули освен гореизброените.

## Тенденции
Поради непрекъснато увеличаващия се брой на интернет измамите, вирусите и други злонамерени програми, инсталирането на софтуер за сигурност се превърна в необходимост. Малките компании, произвеждащи такъв софтуер, вместо да се конкурират, решават да се слеят и да обединят своите разработки в големи пакети за антивирусна защита. Такъв пример е покупката на Ewido Networks от Grisoft.
Появяват се антивирусни софтуерни продукти за мобилни платформи (Windows Mobile, Symbian, iOS, BlackBerry, Android и други). В днешно време потребителите използват телефоните си непрекъснато и има опасност те да бъдат атакувани от различни видове вируси и червеи.

## Допълнителни мерки и добавки към антивирусния софтуер
Освен основния /класическия/ антивирусен софтуер има и друг допълнителен, но не по-лош, който се използва за подобряване на защитата на един компютър срещу вируси и други злонамерени програми:
- 1. Антивирусните скенери за „ръчно сканиране“ /в смисъл, че се задействат от човека/ са подходящи за почистването на вече заразени компютри. Примери: Kaspersky virus removal tool, McAfee Stinger, Drweb, Norman malware cleaner, avast! Virus Cleaner и др. Лесно могат да се намерят на сайтовете на антивирусните компании и се предоставят безплатно. Всяка голяма антивирусна компания безплатно разпространява и скенери срещу отделни специфични вируси, червеи и троянски коне. Те откриват и унищожават отделен конкретен вид вирус. Съществуват и уеб базирани антивирусни скенери. Извършват проверка с много антивирусни програми на качен на уеб сайта им от потребителя файл. Примери за такива: VirusTotal, VirSCAN.Org, Jotti's malware scan и др. Чрез друг вид уеб базирани антивирусни скенери може да се провери целия компютър на потребителя за наличие на вируси. Такива са напр. BitDefender Online Scanner, ESET Online Scanner, F-Secure Online Scanner, DrWeb, Kaspersky Online Scanner 7.0, HouseCall 7.0 beta, Norton Security Scan! и др. Всъщност това е услуга. Внимание! Ръчните скенери не могат да предпазят компютрите от заразяване с вируси, защото нямат автоматична част, която да следи непрекъснато оперативната памет на компютъра. Ръчните скенери могат да унищожат вирусите, да изтрият заразените файлове, но не могат да възстановят повредите, причинени от вирусите. След като се пусне един ръчен антивирусен скенер, не трябва да се стартира никаква друга програма на проверявания компютър.

Една от разновидностите на антивирусните скенери са скенерите плъгини за уеб браузъри. Такъв пример е Dr.Web Link Checker. Той представлява разширение за уеб браузъри, с чиято помощ може да се сканират файлове и линкове от контекстното меню на браузъра чрез сървър.
- 2. Anti-rootkits са специализирани програми за откриването на зловредни програми (rootkits), които по принцип са много трудни за откриване и антивирусните програми не се справят добре при засичането им. За тези програми започва да се говори повече след случая със Sony Rootkit.

- 3. Антишпионски и антирекламен софтуер се използва за почистването на spyware, adware, keyloggers и други вредни програми.